# 2007년 전국장애인체육대회
제27회 전국장애인체육대회는 2007년 9월 11일부터 9월 14일까지 대한민국 경상북도에서 열렸다.

## 개요
- 대회명칭 : 제27회 전국장애인체육대회
- 개최기간 : 2007년 9월 14일 ~ 2007년 9월 14일
- 개최지 : 경상북도
- 구호 : 다함께, 굳세게, 끝까지
- 참가인원 : 4,031명 (선수 2,991명 / 임원 1,040명)
- 종별 : 절단 및 기타장애, 시각장애, 지적장애, 청각장애, 뇌성마비
- 마스코트 : 뚝심이

## 종목

### 정식종목
| - 양궁 - 육상 - 배드민턴 - 보치아 - 사이클 - 휠체어펜싱 - 골볼 - 론볼 - 역도 - 유도 - 사격 - 축구 - 수영 | - 탁구 - 배구 - 농구 - 휠체어테니스 - 휠체어럭비 - 볼링 - 조정 - 댄스스포츠 |

## 경기장
| 종목         | 소재지           | 경기장                    | 종별                                | 세부종목  | 비고 |
| ------------ | ---------------- | ------------------------- | ----------------------------------- | --------- | ---- |
| 골볼         | 구미시           | 인동초등학교 체육관       | 시각장애                            |           |      |
| 농구         | 포항시           | 포항실내체육관            | 휠체어                              |           |      |
| 댄스스포츠   | 김천시           | 김천실내체육관            | 지체장애/청각장애                   |           |      |
| 론볼         | 안동시           | 안동재활원                | 지체장애/뇌성마비                   |           |      |
| 휠체어럭비   | 대구광역시       | 달구벌종합스포츠센터      | 지체장애                            |           |      |
| 배구         | 경산시           | 영남대학교 천마체육관     | 지체장애                            |           |      |
| 배드민턴     | 김천시           | 김천실내체육관 보조경기장 | 지체장애/지적장애/청각장애/뇌성마비 |           |      |
| 보치아       | 구미시           | 박정희체육관              | 지체장애/뇌성마비                   |           |      |
| 볼링         | 포항시           | 포항시민볼링장            | 전종별                              |           |      |
| 사격         | 청원군(충청북도) | 충북종합사격장            | 지체장애                            |           |      |
| 사이클       | 김천시~구미시    | 김천~구미간 도로          | 전종별                              | 도로      |      |
| 수영         | 김천시           | 김천실내수영장            | 전종별                              |           |      |
| 양궁         | 예천군           | 예천진호국제양궁장        | 지체장애                            |           |      |
| 역도         | 상주시           | 상주시민체육관            | 전종별                              |           |      |
| 유도         | 안동시           | 안동초등학교 체육관       | 시각장애/청각장애                   |           |      |
| 육상         | 김천시           | 김천종합운동장            | 전종별                              | 트랙/필드 |      |
| 육상         | 김천시           | 김천시내 일원             | 전종별                              | 마라톤    |      |
| 축구         | 안동시           | 안동시민운동장            | 정신지체                            |           |      |
| 축구         | 안동시           | 안동고등학교 축구장       | 청각장애                            |           |      |
| 축구         | 안동시           | 안동중학교 축구장         | 시각장애                            |           |      |
| 축구         | 안동시           | 안동대학교 축구장         | 뇌성마비                            |           |      |
| 탁구         | 영천시           | 영천실내체육관            | 지체장애/청각장애                   |           |      |
| 휠체어테니스 | 김천시           | 김천종합운동장테니스장    | 전종별                              |           |      |
| 휠체어펜싱   | 상주시           | 상주공업고등학교 체육관   | 지체장애                            |           |      |

## 최우수 선수상
최우수 선수상은 전국장애인체육대회 취재 기자단의 투표로 결정된다.
- 최우수 선수상(MVP) : 채경완 (인천광역시/육상) - 남자 100m, 200m, 400m 금메달 (대회 3관왕)